# 海昌郡
海昌郡，中国南北朝时设立的郡。
南朝宋元嘉十六年（439年）置，治所在宁化（今广东省高州市东北），属广州。辖境相当今广东省高州、信宜等市地。隋朝开皇十年（590年）废。 